# Bohuslav Krýsa

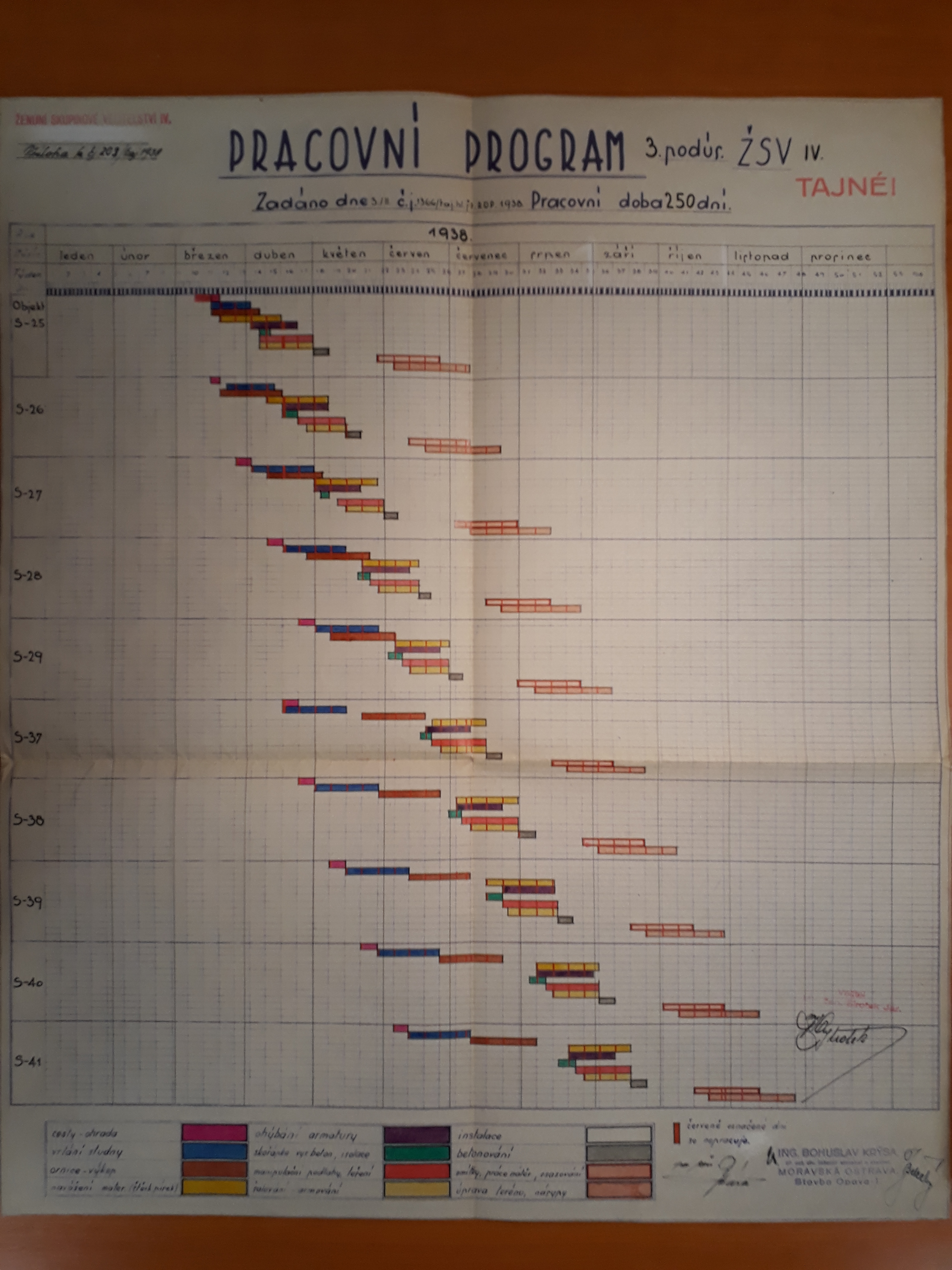
Originál harmonogramu výstavby objektů opavského úseku

Bohuslav Krýsa (1. srpna 1886 Rakovník – 13. listopadu 1945 Přibyslav) byl český stavitel a stavební inženýr, působící na Moravě.

## Život
Narodil se jako jedno z osmi dětí zahradníka Karla Krýsy a jeho manželky Kateřiny, rozené Petrákové (†1929). Vystudoval reálku v Rakovníku, pak Český polytechnický ústav. Po roce 1908 nastoupil u firmy Union ve Vídní, u které strávil praxí 8 let. Následně se odstěhoval do Ostravy a působil jako ředitel výrobního družstva oboru stavebního kde řešil řadu větších civilních staveb. V roce 1928 se osamostatnil a dalšího roku 1929 založil firmu Ing. Bohuslav Krýsa – podnikatelství staveb.
Bohuslav Krýsa zemřel ve věku 59 let nešťastnou náhodou (zřejmě automobilová nehoda) na služební cestě do Přibyslavi a pohřben byl 13. 11. 1945 do rodinné hrobky v Rakovníku.

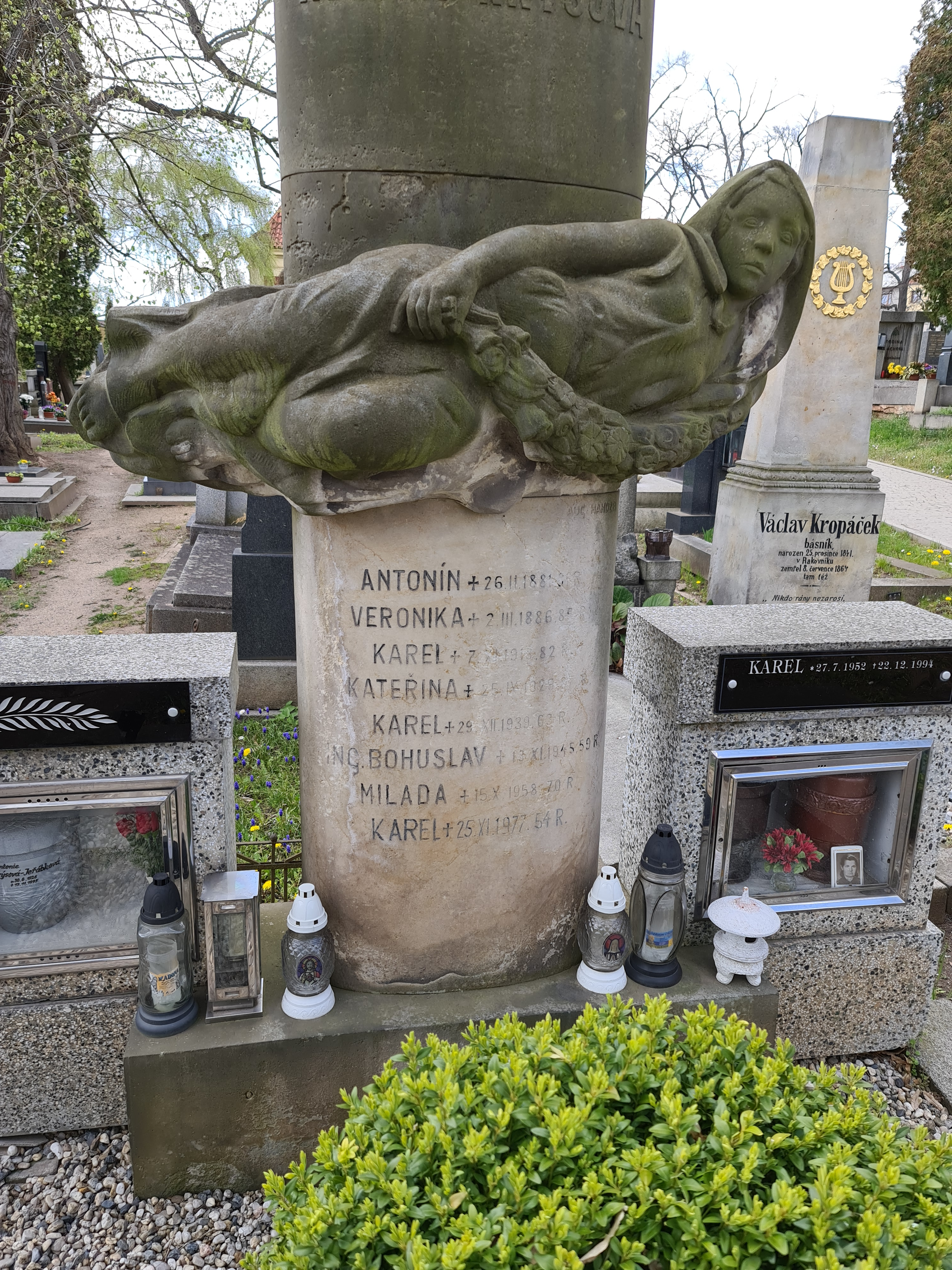

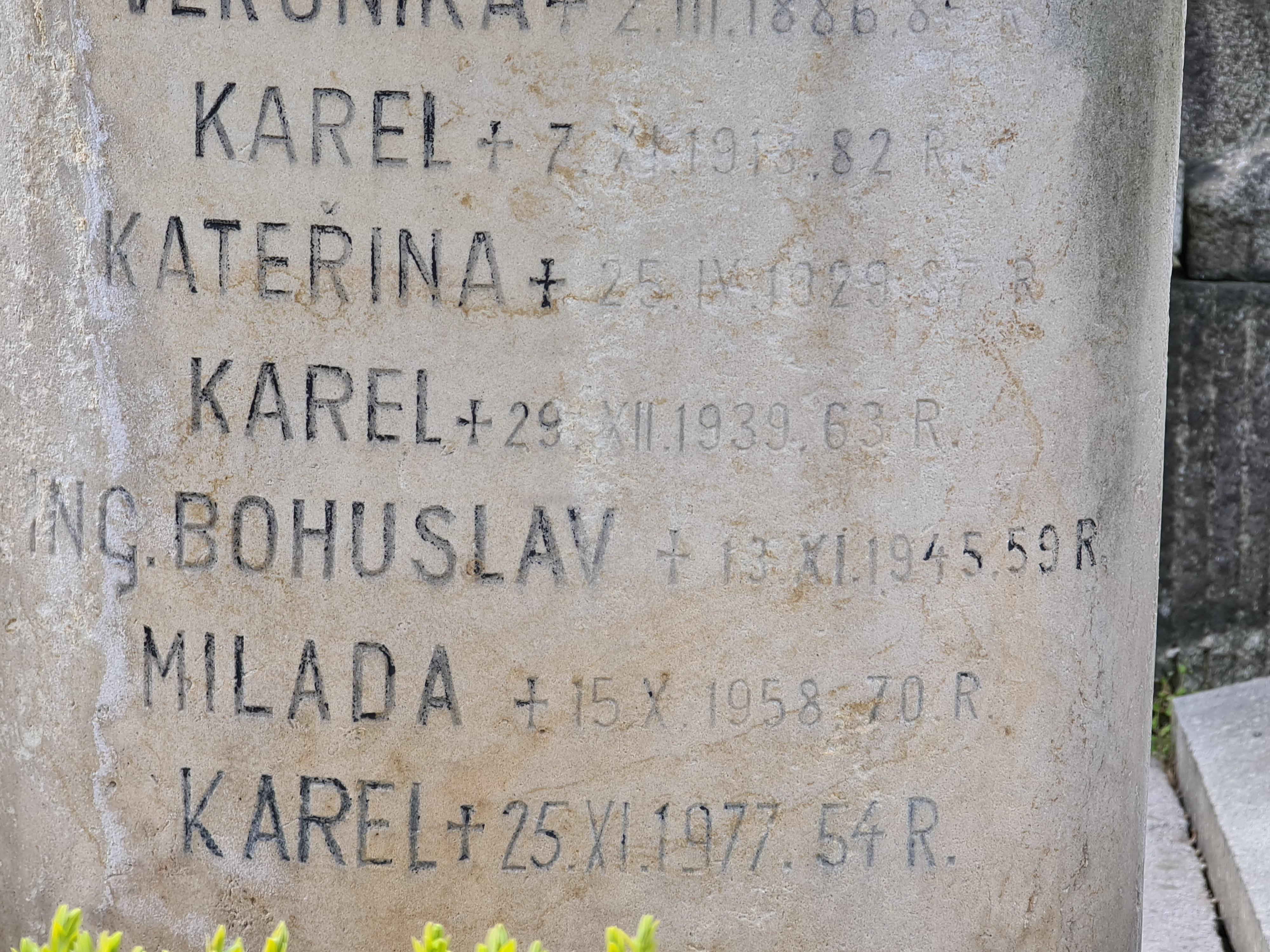

### Rodinný život
Dne 23. května 1914 se ve Vídni oženil s Josefou Batovou (*1891).

## Firma Bohuslav Krýsa
Firma Bohuslav Krýsa působila celorepublikově na mnoha civilních i vojenských stavbách až do roku 1948.
V průběhu roku 1938 přizval Bohuslav Krýsa do své firmy jako společníka Jana Dostála, jenž se roku 1931 nastěhoval do své nové vily na Slezské Ostravě. Ing Krýsa působil dále například v předsednictvu Inženýrské komory, byl předseda Klubu inženýrů v Ostravě a pracoval jako člen předsednictva Společenstva stavitelů. Po osvobození se zapojil i do MNV v Ostravě.

Byl majitelem a zakladatelem stavební firmy Ing. Bohuslav Krýsa a spol. – podnikatelství staveb, sídlící v Ostravě, Střelniční 11 ( od roku 1931 na Nádražní třídě až do roku 1937, poté snad přestěhována na adresu Haydnova 7 - dnešní Fügnerova 7 ). Ta byla založena roku 1929 a historie firmy končí 1. ledna 1948, kdy byla znárodněna a včleněna do Československých stavebních závodů n. p. Praha (v některých dokumentech se objevuje Závod pro inženýrské stavby ČSSZ) s předchozí nucenou správu n. p. Konstruktiva Praha. Po smrti zakladatele v roce 1945 převzala jeho firmu vdova Josefa Krýsová, přičemž např. roku 1946 firma zaměstnávala stále na 500 zaměstnanců po celé republice a rozšiřovala dále svůj početný technický park staveních strojů a to i včetně kolejových.

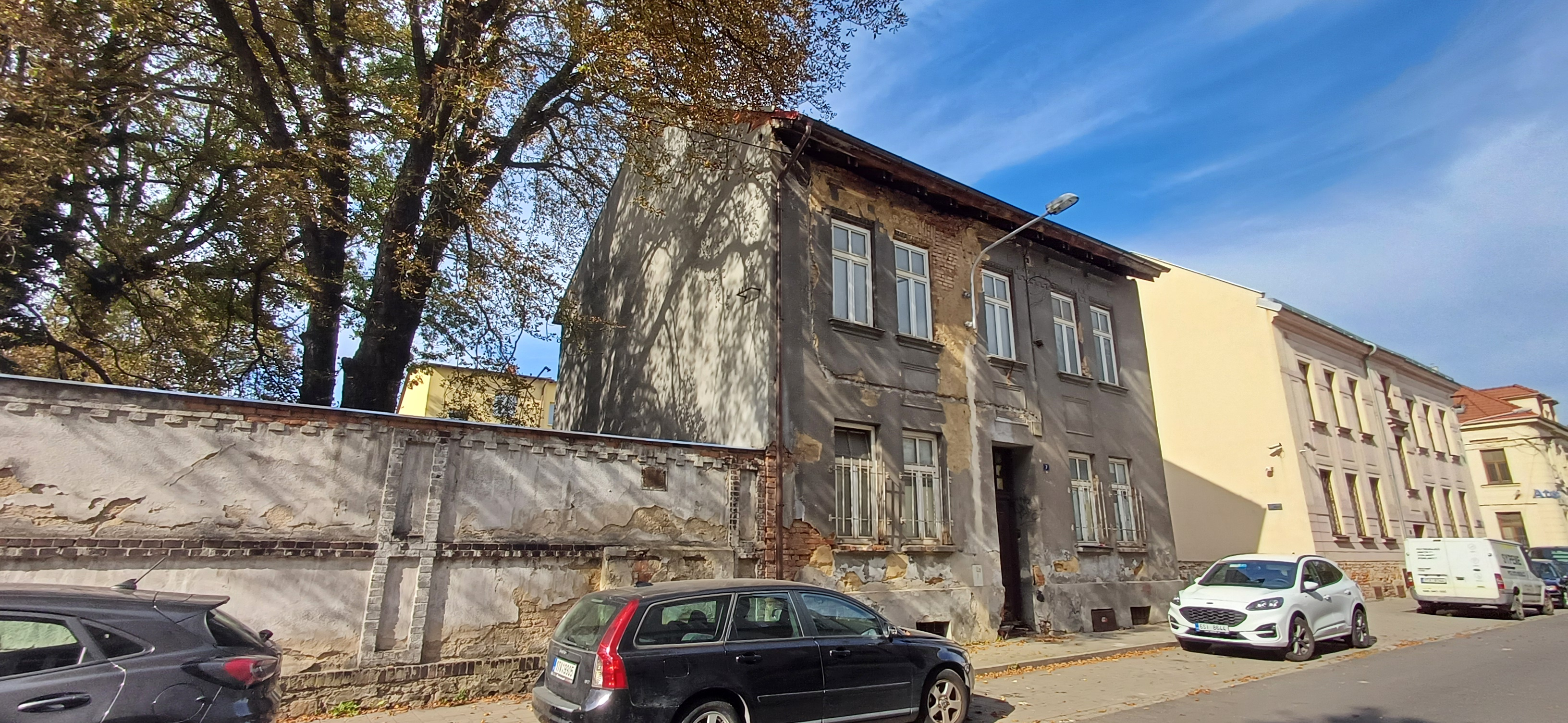

## Dílo
Krýsova firma vybudovala mnoho civilních a inženýrských staveb v celé ČSR, jakož se i podílela na výstavbě pohraničního opevnění před rokem 1938. Krýsa například projektoval Lidový dům v Ostravě, kde působil jako technický ředitel družstva a měl zodpovědnost za veškeré stavební práce včetně železobetonových konstrukcí.
Mezi realizované stavby patří:

### Stavby obecného určení
- Lidový dům v Ostravě
- Městská spořitelna v Ostravě
- Palác Revírní bratrské pokladny v Ostravě včetně tzv. Krestovy pasáže
- Obchodní dům Borger
- Družstevní záložna v Ostravě
- Československý kostel v Ostravě
- 4 obytné domy pro firmu Rütgers
- Objekty Třebovické elektrárny
- Zimní stadion v Ostravě (1947) a další inženýrské stavby například i kanalizační

### Zdravotnická zařízení
- Ozdravovna hornických dítek Klokočov[8]
- Objekty v lázních Rájecké Teplice
- Ušní pavilón Městské nemocnice Ostrava
- Státní dětská ozdravovna v Cukmantlu, a další

### Dopravní stavby
- Oprava válkou poškozených dílen ČSD v Ostravě
- Stavby či opravy tratí Tišnov – Havlíčkův Brod, Brno – Havlíčkův Brod, Půchov – Horní Lideč, Červená Skála – Margecany, tunel Střelná, tunel Milotice, mosty v Zátoru a Albrechticích, nádraží a vlečky v Ostravě – Třebovicích vč. příjezdové komunikace, a mnoho dalších
- Silniční práce a opravy na tazích : Bítov – Vysočany, Kružberk – Kerhartice, mosty u Vranovské přehrady, silnice Přívoz – Mariánské Hory v Ostravě, tah Ostrava – Rožnov, atd

### Vojenské stavitelství před druhou světovou válkou[9]
- průzkumné geologické výkopy pro některé objekty ostravského úseku (MO - snad i 2x pro tvrze) již v roce 1935
- 4. stavební ostravský podúsek – Dolní Benešov (objekty MO – S – 27 až MO – S – 37) ukončený stavebně v červnu 1937
- 2. stavební opavský podúsek – Jaktař (objekty OP – S – 16 až OP – S – 24) stavebně ukončený v 1. pololetí 1938
- 3. stavební podúsek – Milostovice (objekty OP – S – 25 až OP – S – 41) stavebně rozestavěný k říjnu 1938
- 3.a stavební podúsek – Velké Heraltice (objekty OP – S – 42 až OP – S – 45b) stavebně započato k říjnu 1938
- některé úseky překážkového systému na MO i OP